# Hugo Campagnaro
Hugo Armando Campagnaro [Ugo Armando Kampaňaro] (* 27. června 1980, Coronel Baigorria, Córdoba, Argentina) je argentinský fotbalový obránce a reprezentant, v současnosti působí v klubu Inter Milán. Účastník MS 2014 v Brazílii.

## Klubová kariéra
V Argentině hrál za CD Morón. V roce 2002 odešel do Itálie, kde hrál postupně za kluby Piacenza Calcio, UC Sampdoria, SSC Neapol a Inter Milán.

## Reprezentační kariéra
Hugo Campagnaro debutoval v národním týmu Argentiny v roce 2012, šlo o přátelský zápas 29. února proti Švýcarsku (výhra 3:1), nastoupil v základní sestavě a odehrál kompletní střetnutí.
Trenér Alejandro Sabella jej vzal na Mistrovství světa 2014 v Brazílii. S týmem získal stříbrné medaile.